# Línea 226 (Interurbanos Madrid)
La línea 226 de la red de autobuses interurbanos de Madrid une la terminal subterránea de autobuses del Intercambiador de Avenida de América con el barrio de Soto del Henares de Torrejón de Ardoz.

## Características
Esta línea une Madrid y este barrio de Torrejón de Ardoz en aproximadamente 40 minutos a través de la A-2.
La línea no mantiene los mismos horarios todo el año, durante el mes de agosto se reducen el número de expediciones todos los días de la semana, además de los días excepcionales vísperas de festivo y festivos de Navidad en los que los horarios también cambian y se reducen. Notablemente, se hace distinción los viernes y los días no lectivos durante los horarios habituales, en los que en ambos casos se reducen ligeramente el número de expediciones.
Siguiendo la numeración de líneas del CRTM, las líneas que circulan por el corredor 2 son aquellas que dan servicio a los municipios situados en torno a la A-2 y comienzan con un 2. Aquellas numeradas dentro de la decena 220 corresponden a aquellas que circulan por Torrejón de Ardoz y Alcalá de Henares. Particularmente, los números impares en la decena 220 circulan por Alcalá de Henares y los números pares lo hacen por Torrejón de Ardoz.
Está operada por la empresa ALSA mediante la concesión administrativa VCM-202 - Madrid - Torrejón de Ardoz - Alcalá de Henares - Meco (Viajeros Comunidad de Madrid) del Consorcio Regional de Transportes de Madrid.

## Horarios

### 1 septiembre - 31 julio
| Lunes a jueves lectivos     |                  |                  |                  |                  |                  |                  |                  |                  |                  |                  |                  |                  |                  |                  |                  |                  |                  |                  |                               |                         |                   |                  |                  |                  |                  |                  |                  |                  |                  |                  |                  |                  |                  |                  |                  |
| Madrid > El Soto            | Madrid > El Soto | Madrid > El Soto | Madrid > El Soto | Madrid > El Soto | Madrid > El Soto | Madrid > El Soto | Madrid > El Soto | Madrid > El Soto | Madrid > El Soto | Madrid > El Soto | Madrid > El Soto | Madrid > El Soto | Madrid > El Soto | Madrid > El Soto | Madrid > El Soto | Madrid > El Soto | Madrid > El Soto | El Soto > Madrid | El Soto > Madrid              | El Soto > Madrid        | El Soto > Madrid  | El Soto > Madrid | El Soto > Madrid | El Soto > Madrid | El Soto > Madrid | El Soto > Madrid | El Soto > Madrid | El Soto > Madrid | El Soto > Madrid | El Soto > Madrid | El Soto > Madrid | El Soto > Madrid | El Soto > Madrid | El Soto > Madrid | El Soto > Madrid |
| 06                          | 07               | 08               | 09               | 10               | 11               | 12               | 13               | 14               | 15               | 16               | 17               | 18               | 19               | 20               | 21               | 22               | 23               | 05               | 06                            | 07                      | 08                | 09               | 10               | 11               | 12               | 13               | 14               | 15               | 16               | 17               | 18               | 19               | 20               | 21               | 22               |
|                             | 00 30            | 00 30            | 00 30            | 00 30            | 00 30            | 00 30            | 00 30 45         | 00 15 30 45      | 00 15 30 45      | 00 15 30 45      | 00 15 30 45      | 00 15 30 45      | 00 15 30 45      | 00 15 30 45      | 00 15 35         | 00 35            | 00               | 30 50            | 00 10 19 26 32 37 42 47 53 59 | 06 12 18 24 30 37 43 50 | 00 10 20 30 40 50 | 20 50            | 20 50            | 20 50            | 20 50            | 20 50            | 20 50            | 20 50            | 20 50            | 20 50            | 20 50            | 20 50            | 20 50            | 20 50            | 10               |
| Viernes lectivos            |                  |                  |                  |                  |                  |                  |                  |                  |                  |                  |                  |                  |                  |                  |                  |                  |                  |                  |                               |                         |                   |                  |                  |                  |                  |                  |                  |                  |                  |                  |                  |                  |                  |                  |                  |
| Madrid > El Soto            | Madrid > El Soto | Madrid > El Soto | Madrid > El Soto | Madrid > El Soto | Madrid > El Soto | Madrid > El Soto | Madrid > El Soto | Madrid > El Soto | Madrid > El Soto | Madrid > El Soto | Madrid > El Soto | Madrid > El Soto | Madrid > El Soto | Madrid > El Soto | Madrid > El Soto | Madrid > El Soto | Madrid > El Soto | El Soto > Madrid | El Soto > Madrid              | El Soto > Madrid        | El Soto > Madrid  | El Soto > Madrid | El Soto > Madrid | El Soto > Madrid | El Soto > Madrid | El Soto > Madrid | El Soto > Madrid | El Soto > Madrid | El Soto > Madrid | El Soto > Madrid | El Soto > Madrid | El Soto > Madrid | El Soto > Madrid | El Soto > Madrid | El Soto > Madrid |
| 06                          | 07               | 08               | 09               | 10               | 11               | 12               | 13               | 14               | 15               | 16               | 17               | 18               | 19               | 20               | 21               | 22               | 23               | 05               | 06                            | 07                      | 08                | 09               | 10               | 11               | 12               | 13               | 14               | 15               | 16               | 17               | 18               | 19               | 20               | 21               | 22               |
|                             | 00 30            | 00 30            | 00 30            | 00 30            | 00 30            | 00 30            | 00 30            | 00 15 30 45      | 00 15 30 45      | 00 15 30 45      | 00 15 35 55      | 15 35 55         | 15 35 55         | 15 35 55         | 15 35 55         | 20 40            | 00               | 30 50            | 00 06 12 18 24 32 38 44 50 57 | 04 11 18 25 32 39 46 54 | 02 10 20 30 40 50 | 10 30 50         | 10 30 50         | 20 50            | 20 50            | 20 50            | 20 50            | 20 50            | 20 50            | 20 50            | 20 50            | 20 50            | 20 50            | 20 50            | 10               |
| Lunes a viernes NO lectivos |                  |                  |                  |                  |                  |                  |                  |                  |                  |                  |                  |                  |                  |                  |                  |                  |                  |                  |                               |                         |                   |                  |                  |                  |                  |                  |                  |                  |                  |                  |                  |                  |                  |                  |                  |
| Madrid > El Soto            | Madrid > El Soto | Madrid > El Soto | Madrid > El Soto | Madrid > El Soto | Madrid > El Soto | Madrid > El Soto | Madrid > El Soto | Madrid > El Soto | Madrid > El Soto | Madrid > El Soto | Madrid > El Soto | Madrid > El Soto | Madrid > El Soto | Madrid > El Soto | Madrid > El Soto | Madrid > El Soto | Madrid > El Soto | El Soto > Madrid | El Soto > Madrid              | El Soto > Madrid        | El Soto > Madrid  | El Soto > Madrid | El Soto > Madrid | El Soto > Madrid | El Soto > Madrid | El Soto > Madrid | El Soto > Madrid | El Soto > Madrid | El Soto > Madrid | El Soto > Madrid | El Soto > Madrid | El Soto > Madrid | El Soto > Madrid | El Soto > Madrid | El Soto > Madrid |
| 06                          | 07               | 08               | 09               | 10               | 11               | 12               | 13               | 14               | 15               | 16               | 17               | 18               | 19               | 20               | 21               | 22               | 23               | 05               | 06                            | 07                      | 08                | 09               | 10               | 11               | 12               | 13               | 14               | 15               | 16               | 17               | 18               | 19               | 20               | 21               | 22               |
|                             | 00 30            | 00 30            | 00 30            | 00 30            | 00 30            | 00 30            | 00 30            | 00 15 30 45      | 00 15 30 45      | 05 35 55         | 15 30 45         | 00 15 30 45      | 00 15 30 45      | 00 15 35 55      | 15 35            | 00 35            | 00               | 30 50            | 00 10 20 28 36 44 52          | 00 08 16 25 35 45 55    | 05 20 35 50       | 05 20 50         | 20 50            | 20 50            | 20 50            | 20 50            | 20 50            | 20 50            | 20 50            | 20 50            | 20 50            | 20 50            | 20 50            | 20 50            | 10               |
| Sábados laborables          |                  |                  |                  |                  |                  |                  |                  |                  |                  |                  |                  |                  |                  |                  |                  |                  |                  |                  |                               |                         |                   |                  |                  |                  |                  |                  |                  |                  |                  |                  |                  |                  |                  |                  |                  |
| Madrid > El Soto            | Madrid > El Soto | Madrid > El Soto | Madrid > El Soto | Madrid > El Soto | Madrid > El Soto | Madrid > El Soto | Madrid > El Soto | Madrid > El Soto | Madrid > El Soto | Madrid > El Soto | Madrid > El Soto | Madrid > El Soto | Madrid > El Soto | Madrid > El Soto | Madrid > El Soto | Madrid > El Soto | Madrid > El Soto | El Soto > Madrid | El Soto > Madrid              | El Soto > Madrid        | El Soto > Madrid  | El Soto > Madrid | El Soto > Madrid | El Soto > Madrid | El Soto > Madrid | El Soto > Madrid | El Soto > Madrid | El Soto > Madrid | El Soto > Madrid | El Soto > Madrid | El Soto > Madrid | El Soto > Madrid | El Soto > Madrid | El Soto > Madrid | El Soto > Madrid |
| 06                          | 07               | 08               | 09               | 10               | 11               | 12               | 13               | 14               | 15               | 16               | 17               | 18               | 19               | 20               | 21               | 22               | 23               | 05               | 06                            | 07                      | 08                | 09               | 10               | 11               | 12               | 13               | 14               | 15               | 16               | 17               | 18               | 19               | 20               | 21               | 22               |
|                             | 00 45            | 30               | 30               | 30               | 30               | 30               | 30               | 30               | 30               | 30               | 30               | 30               | 30               | 30               | 30               | 30               | 00               |                  | 15                            | 00 30                   | 00 30             | 30               | 30               | 30               | 30               | 30               | 30               | 30               | 30               | 30               | 30               | 30               | 30               | 30               | 15               |
| Domingos y festivos         |                  |                  |                  |                  |                  |                  |                  |                  |                  |                  |                  |                  |                  |                  |                  |                  |                  |                  |                               |                         |                   |                  |                  |                  |                  |                  |                  |                  |                  |                  |                  |                  |                  |                  |                  |
| Madrid > El Soto            | Madrid > El Soto | Madrid > El Soto | Madrid > El Soto | Madrid > El Soto | Madrid > El Soto | Madrid > El Soto | Madrid > El Soto | Madrid > El Soto | Madrid > El Soto | Madrid > El Soto | Madrid > El Soto | Madrid > El Soto | Madrid > El Soto | Madrid > El Soto | Madrid > El Soto | Madrid > El Soto | Madrid > El Soto | El Soto > Madrid | El Soto > Madrid              | El Soto > Madrid        | El Soto > Madrid  | El Soto > Madrid | El Soto > Madrid | El Soto > Madrid | El Soto > Madrid | El Soto > Madrid | El Soto > Madrid | El Soto > Madrid | El Soto > Madrid | El Soto > Madrid | El Soto > Madrid | El Soto > Madrid | El Soto > Madrid | El Soto > Madrid | El Soto > Madrid |
| 06                          | 07               | 08               | 09               | 10               | 11               | 12               | 13               | 14               | 15               | 16               | 17               | 18               | 19               | 20               | 21               | 22               | 23               | 05               | 06                            | 07                      | 08                | 09               | 10               | 11               | 12               | 13               | 14               | 15               | 16               | 17               | 18               | 19               | 20               | 21               | 22               |
| 45                          | 00 45            | 30               | 30               | 30               | 30               | 30               | 30               | 30               | 30               | 30               | 30               | 30               | 30               | 30               | 30               | 30               | 00               |                  | 00                            | 00 30                   | 00 30             | 30               | 30               | 30               | 30               | 30               | 30               | 30               | 30               | 30               | 30               | 30               | 30               | 30               | 15               |

### 1 - 31 agosto
| Lunes a viernes laborables |                  |                  |                  |                  |                  |                  |                  |                  |                  |                  |                  |                  |                  |                  |                  |                  |                  |                  |                      |                      |                  |                  |                  |                  |                  |                  |                  |                  |                  |                  |                  |                  |                  |                  |                  |
| Madrid > El Soto           | Madrid > El Soto | Madrid > El Soto | Madrid > El Soto | Madrid > El Soto | Madrid > El Soto | Madrid > El Soto | Madrid > El Soto | Madrid > El Soto | Madrid > El Soto | Madrid > El Soto | Madrid > El Soto | Madrid > El Soto | Madrid > El Soto | Madrid > El Soto | Madrid > El Soto | Madrid > El Soto | Madrid > El Soto | El Soto > Madrid | El Soto > Madrid     | El Soto > Madrid     | El Soto > Madrid | El Soto > Madrid | El Soto > Madrid | El Soto > Madrid | El Soto > Madrid | El Soto > Madrid | El Soto > Madrid | El Soto > Madrid | El Soto > Madrid | El Soto > Madrid | El Soto > Madrid | El Soto > Madrid | El Soto > Madrid | El Soto > Madrid | El Soto > Madrid |
| 06                         | 07               | 08               | 09               | 10               | 11               | 12               | 13               | 14               | 15               | 16               | 17               | 18               | 19               | 20               | 21               | 22               | 23               | 05               | 06                   | 07                   | 08               | 09               | 10               | 11               | 12               | 13               | 14               | 15               | 16               | 17               | 18               | 19               | 20               | 21               | 22               |
|                            | 00 30            | 00 30            | 00 30            | 00 30            | 00 30            | 00 30            | 00 30            | 00 15 30 45      | 00 15 30 45      | 05 35 55         | 15 30 45         | 00 15 30 45      | 00 15 30 45      | 00 15 35 55      | 15 35            | 00 35            | 00               | 30 50            | 00 10 20 28 36 44 52 | 00 08 16 25 35 45 55 | 05 20 35 50      | 05 20 50         | 20 50            | 20 50            | 20 50            | 20 50            | 20 50            | 20 50            | 20 50            | 20 50            | 20 50            | 20 50            | 20 50            | 20 50            | 10               |
| Sábados laborables         |                  |                  |                  |                  |                  |                  |                  |                  |                  |                  |                  |                  |                  |                  |                  |                  |                  |                  |                      |                      |                  |                  |                  |                  |                  |                  |                  |                  |                  |                  |                  |                  |                  |                  |                  |
| Madrid > El Soto           | Madrid > El Soto | Madrid > El Soto | Madrid > El Soto | Madrid > El Soto | Madrid > El Soto | Madrid > El Soto | Madrid > El Soto | Madrid > El Soto | Madrid > El Soto | Madrid > El Soto | Madrid > El Soto | Madrid > El Soto | Madrid > El Soto | Madrid > El Soto | Madrid > El Soto | Madrid > El Soto | Madrid > El Soto | El Soto > Madrid | El Soto > Madrid     | El Soto > Madrid     | El Soto > Madrid | El Soto > Madrid | El Soto > Madrid | El Soto > Madrid | El Soto > Madrid | El Soto > Madrid | El Soto > Madrid | El Soto > Madrid | El Soto > Madrid | El Soto > Madrid | El Soto > Madrid | El Soto > Madrid | El Soto > Madrid | El Soto > Madrid | El Soto > Madrid |
| 06                         | 07               | 08               | 09               | 10               | 11               | 12               | 13               | 14               | 15               | 16               | 17               | 18               | 19               | 20               | 21               | 22               | 23               | 05               | 06                   | 07                   | 08               | 09               | 10               | 11               | 12               | 13               | 14               | 15               | 16               | 17               | 18               | 19               | 20               | 21               | 22               |
|                            | 00 45            | 30               | 30               | 30               | 30               | 30               | 30               | 30               | 30               | 30               | 30               | 30               | 30               | 30               | 30               | 30               | 00               |                  | 15                   | 00 30                | 00 30            | 30               | 30               | 30               | 30               | 30               | 30               | 30               | 30               | 30               | 30               | 30               | 30               | 30               | 15               |
| Domingos y festivos        |                  |                  |                  |                  |                  |                  |                  |                  |                  |                  |                  |                  |                  |                  |                  |                  |                  |                  |                      |                      |                  |                  |                  |                  |                  |                  |                  |                  |                  |                  |                  |                  |                  |                  |                  |
| Madrid > El Soto           | Madrid > El Soto | Madrid > El Soto | Madrid > El Soto | Madrid > El Soto | Madrid > El Soto | Madrid > El Soto | Madrid > El Soto | Madrid > El Soto | Madrid > El Soto | Madrid > El Soto | Madrid > El Soto | Madrid > El Soto | Madrid > El Soto | Madrid > El Soto | Madrid > El Soto | Madrid > El Soto | Madrid > El Soto | El Soto > Madrid | El Soto > Madrid     | El Soto > Madrid     | El Soto > Madrid | El Soto > Madrid | El Soto > Madrid | El Soto > Madrid | El Soto > Madrid | El Soto > Madrid | El Soto > Madrid | El Soto > Madrid | El Soto > Madrid | El Soto > Madrid | El Soto > Madrid | El Soto > Madrid | El Soto > Madrid | El Soto > Madrid | El Soto > Madrid |
| 06                         | 07               | 08               | 09               | 10               | 11               | 12               | 13               | 14               | 15               | 16               | 17               | 18               | 19               | 20               | 21               | 22               | 23               | 05               | 06                   | 07                   | 08               | 09               | 10               | 11               | 12               | 13               | 14               | 15               | 16               | 17               | 18               | 19               | 20               | 21               | 22               |
| 45                         | 00 45            | 30               | 30               | 30               | 30               | 30               | 30               | 30               | 30               | 30               | 30               | 30               | 30               | 30               | 30               | 30               | 00               |                  | 00                   | 00 30                | 00 30            | 30               | 30               | 30               | 30               | 30               | 30               | 30               | 30               | 30               | 30               | 30               | 30               | 30               | 15               |

## Recorrido y paradas

### Sentido Torrejón de Ardoz (El Soto)
La línea inicia su recorrido en el Intercambiador de Avenida de América, en la dársena 2, en este punto se establece correspondencia con las líneas del corredor 2 con cabecera aquí así como algunas líneas urbanas y algunas líneas de largo recorrido. En la superficie efectúan parada varias líneas urbanas con las que tiene correspondencia, y a través de pasillos subterráneos enlaza con Metro de Madrid.
Tras abandonar el intercambiador subterráneo, la línea sale a la A-2, por la que se dirige hacia Guadalajara. A lo largo de la autovía tiene parada bajo el Puente de la CEA, en el nudo de Canillejas, junto al Polígono Las Mercedes, junto a la Colonia Fin de Semana, junto al área industrial de la Avenida de Aragón, en el Puente de San Fernando.
A continuación, la línea toma la salida 20 hacia Torrejón de Ardoz, entrando al casco urbano por la Ronda Norte, desde la cual se incorpora a la calle de San Fernando. Al final de esta calle, que desemboca en la avenida de las Fronteras, continúa de frente por la calle de Madrid hasta el final de la misma, tomando en la plaza de La Habana la avenida de Madrid.
Entra en el barrio Las Veredillas continuando hasta la carretera de la Base, por la que se dirige hacia el sureste de Torrejón pasando sobre las vías de ferrocarril. Posteriormente continúa por la calle de la Solana hasta llegar al barrio de La Mancha Amarilla llegando a la plaza de Austria. Finaliza su recorrido en la avenida Joan Miró, en el barrio de Soto del Henares, en la que tiene su cabecera.
| Código | Zona | Localidad         | Denominación                                      | Ubicación                        | Líneas de la parada                                                     | Metro              |
| ------ | ---- | ----------------- | ------------------------------------------------- | -------------------------------- | ----------------------------------------------------------------------- | ------------------ |
| 12477B |      | Madrid            | Intercambiador de Avenida de América - Dársena 2  | Avenida de América Nº13          | 222 226                                                                 | Avenida de América |
| 1284   |      | Madrid            | Avenida de América - Calle de Arturo Soria        | A-2 km. 5,4                      | 115 200 N4 222 223 224 224A 226 227 229 281 282 283 284 N202 VAC-243    |                    |
| 5617   |      | Madrid            | Canillejas                                        | Calle de Josefa Valcárcel Nº152  | 165 200 N4 222 223 224 224A 226 227 229 261281 282 283 284 N202 VAC-243 | Canillejas         |
| 07205  |      | Madrid            | Carretera A-2 - Polígono Industrial Las Mercedes  | Avenida de Aragón Nº328          | 88 222 223 224 224A 226 227 229 281 282 283 284 N202 VAC-243            |                    |
| 07207  |      | Madrid            | Carretera A-2 - Colonia Fin de Semana             | Avenida de Aragón Nº374          | 222 223 224 224A 226 227 229 281 282 283 284 N202 VAC-243               |                    |
| 07208  |      | Madrid            | Carretera A-2 - Hotel                             | Avenida de Aragón Nº400          | 88 222 223 224 224A 226 227 229 281 282 283 284 N202 VAC-243            |                    |
| 07209  |      | Madrid            | Carretera A-2 - Pegaso City                       | Avenida de Aragón km. 14,1       | 88 222 223 224 224A 226 227 229 281 282 283 284 N202 VAC-243            |                    |
| 16538  |      | Torrejón de Ardoz | Calle de San Fernando - Campo de fútbol           | Calle de San Fernando Nº1        | 226                                                                     |                    |
| 06902  |      | Torrejón de Ardoz | Calle de Madrid - Colegio                         | Calle de Madrid Nº6              | 226 1B 5B                                                               |                    |
| 06892  |      | Torrejón de Ardoz | Avenida de Madrid - Calle de Turín                | Avenida de Madrid Nº2            | 226 1B 5B                                                               |                    |
| 07235  |      | Torrejón de Ardoz | Avenida de Madrid - Parque de las Veredillas      | Avenida de Madrid Nº20           | 226 1B 5B                                                               |                    |
| 06890  |      | Torrejón de Ardoz | Avenida de Madrid - Calle de Milán                | Avenida de Madrid Nº40           | 226 1B 5B                                                               |                    |
| 06889  |      | Torrejón de Ardoz | Avenida de Madrid - Calle de Budapest             | Avenida de Madrid Nº60           | 226 1B 5B                                                               |                    |
| 09559  |      | Torrejón de Ardoz | Avenida de Madrid - Centro de salud               | Avenida de Madrid Nº66           | 226 1B 5B                                                               |                    |
| 16533  |      | Torrejón de Ardoz | Carretera de la Base - Avenida de la Constitución | Carretera de la Base Nº3         | 226 1B 5B 6                                                             |                    |
| 18090  |      | Torrejón de Ardoz | Calle de la Solana - Calle de la Circunvalación   | Calle de la Solana Nº53          | 226                                                                     |                    |
| 16560  |      | Torrejón de Ardoz | Avenida de la Unión Europea - Centro de salud     | Avenida de la Unión Europea Nº4  | 224A 226 1A                                                             |                    |
| 17555  |      | Torrejón de Ardoz | Avenida de la Unión Europea - Calle Dinamarca     | Avenida de la Unión Europea Nº14 | 224A 226 1A                                                             |                    |
| 19055  |      | Torrejón de Ardoz | Avenida Joan Miró - Calle de Juan Gris            | Avenida Joan Miró Nº3            | 224A 226 1A                                                             |                    |
| 19169  |      | Torrejón de Ardoz | Avenida Joan Miró - Calle Mariano Benlliure       | Avenida Joan Miró Nº7            | 224A 226                                                                |                    |
| 20953  |      | Torrejón de Ardoz | Avenida Joan Miró - Avenida de Salvador Dalí      | Avenida Joan Miró Nº9            | 224A226                                                                 |                    |

1. ↑  A efectos de nomenclatura, para las líneas de la EMT esta parada se llama Puente de la CEA
2. 1 2 3 4 5 6 7  Sólo permite la subida de viajeros
3. ↑  A efectos de nomenclatura, para las líneas de la EMT esta parada se llama Avenida de Aragón - Calle de Campezo
4. ↑  A efectos de nomenclatura, para las líneas de la EMT esta parada se llama Avenida de Aragón - Calle del Ingeniero Torres Quevedo
5. ↑  A efectos de nomenclatura, para las líneas de la EMT esta parada se llama Avenida de Aragón - Parque Empresarial Pegaso
6. 1 2 3  Sólo permite el descenso de viajeros

### Sentido Madrid (Avenida de América)
El recorrido de vuelta es igual al de ida pero en sentido contrario con algunas salvedades:
- La línea no pasa por las calle de San Fernando y Ronda Norte, desde la calle de Madrid se incorpora a la avenida de las Fronteras, por la que sale a la A-2.

| Código | Zona | Localidad               | Denominación                                       | Ubicación                        | Líneas de la parada                                                  | Metro              |
| ------ | ---- | ----------------------- | -------------------------------------------------- | -------------------------------- | -------------------------------------------------------------------- | ------------------ |
| 20954  |      | Torrejón de Ardoz       | Avenida Joan Miró - Calle de Montserrat Roig       | Avenida Joan Miró Nº9            | 224A 226                                                             |                    |
| 19170  |      | Torrejón de Ardoz       | Avenida Joan Miró - Calle Dulce Chacón             | Avenida Joan Miró Nº7            | 224A 226                                                             |                    |
| 19054  |      | Torrejón de Ardoz       | Avenida Joan Miró - Avenida de Carmen Martín Gaite | Avenida Joan Miró Nº3            | 224A 226 1B                                                          |                    |
| 17554  |      | Torrejón de Ardoz       | Avenida de la Unión Europea - Calle Dinamarca      | Avenida de la Unión Europea Nº13 | 224A 226 1B                                                          |                    |
| 16559  |      | Torrejón de Ardoz       | Avenida de la Unión Europea - Centro de salud      | Avenida de la Unión Europea Nº5  | 224A 226 1B                                                          |                    |
| 18089  |      | Torrejón de Ardoz       | Calle de la Solana - Calle de la Circunvalación    | Calle de la Solana Nº53          | 224A 226                                                             |                    |
| 19161  |      | Torrejón de Ardoz       | Carretera de la Base - Avenida de la Constitución  | Carretera de la Base Nº6         | 226 6                                                                |                    |
| 09558  |      | Torrejón de Ardoz       | Avenida de Madrid - Centro de salud                | Avenida de Madrid Nº39           | 226 1A 5A                                                            |                    |
| 06888  |      | Torrejón de Ardoz       | Avenida de Madrid - Calle de Budapest              | Avenida de Madrid Nº33           | 226 1A 5A                                                            |                    |
| 06891  |      | Torrejón de Ardoz       | Avenida de Madrid - Calle de Milán                 | Avenida de Madrid Nº21           | 226 1A 5A                                                            |                    |
| 06894  |      | Torrejón de Ardoz       | Avenida de Madrid - Calle de Turín                 | Avenida de Madrid Nº2            | 226 1A 5A                                                            |                    |
| 06901  |      | Torrejón de Ardoz       | Calle de Madrid - Colegio                          | Calle de Madrid Nº3              | 226 1A 5A                                                            |                    |
| 07239  |      | San Fernando de Henares | Carretera A-2 - Parque Empresarial San Fernando    | Carretera de INTA Nº200          | 222 223 224 224A 226 227 229 N202 VAC-243                            |                    |
| 07299  |      | Madrid                  | Carretera A-2 - Pegaso City                        | Avenida de Aragón km. 14         | 222 223 224 224A 226 227 229 281 282 283 284 N202 VAC-243            |                    |
| 07300  |      | Madrid                  | Carretera A-2 - Hotel                              | Avenida de Aragón km. 13,3       | 222 223 224 224A 226 227 229 281 282 283 284 N202 VAC-243            |                    |
| 07301  |      | Madrid                  | Carretera A-2 - Colonia Fin de Semana              | Avenida de Aragón S/N.º          | 222 223 224 224A 226 227 229 281 282 283 284 N202 VAC-243            |                    |
| 07302  |      | Madrid                  | Carretera A-2 - Barrio del Aeropuerto              | Calle de Salinas de Rosío Nº37   | 222 223 224 224A 226 227 229 281 282 283 284 N202 VAC-243            |                    |
| 07312  |      | Madrid                  | Carretera A-2 - Instituto                          | Avenida de Aragón km. 10         | 222 223 224 224A 226 227 229 281 282 283 284 N202 VAC-243            |                    |
| 07313  |      | Madrid                  | Avenida de América - Canillejas                    | Avenida de Logroño Nº4           | 222 223 224 224A 226 227 229 261281 282 283 284 N202 VAC-243         | Canillejas         |
| 1287   |      | Madrid                  | Avenida de América - Parque Conde de Orgaz         | Avenida de América km. 6,4       | 115 222 223 224 224A 226 227 229 282 283 N202 VAC-243                |                    |
| 1285   |      | Madrid                  | Avenida de América - Calle de Arturo Soria         | Avenida de América km. 6,4       | 115 200 222 223 224 224A 226 227 229 261281 282 283 284 N202 VAC-243 |                    |
| 1283   |      | Madrid                  | Avenida de América - Parque de las Avenidas        | Avenida de América Nº54          | 114 115 N4 222 223 224 224A 226 227 229 281 282 283 284 N202 VAC-243 |                    |
| 4770   |      | Madrid                  | Avenida de América - Hotel                         | Avenida de América Nº41          | 114 115 122 222223224224A226227229281282283284VAC-243                |                    |
| 12477  |      | Madrid                  | Intercambiador de Avenida de América               | Avenida de América Nº13          | Descenso en las dársenas 8 y 9                                       | Avenida de América |

1. 1 2 3 4 5 6 7 8 9 10 11 12 13 14 15 16 17 18 19 20 21 22 23 24 25  Sólo permite el descenso de viajeros
2. ↑  A efectos de nomenclatura, para las líneas de la EMT esta parada se llama Puente de la CEA
3. ↑  A efectos de nomenclatura, para las líneas de la EMT esta parada se llama Avenida de América - Calle del Corazón de María

## Galería de imágenes

Mapa de la distribución de dársenas del intercambiador de Avenida de América con la distribución de cabeceras de las líneas de autobuses, entre las que aparece la línea 226.